# Љубомир Филиповски
Љубомир Филиповски (или скраћено Љупчо Филипов, 1947-2000) био је познати македонски аутор стрипова, и једини који је у Македонији свој рад у потпуности посветио деветој уметности, као професионални цртач.
Свој први стрип под називом "Мирко немирко" објављивао је као недељни каиш у листу "Трудбеник", почев од 1961. године. Остајући до смрти веран деветој уметности, Филипов је направио мноштво радова, које је објављивао како у публикацијама у СР Македонији и другим југословенским издањима, тако и у иностранству.